# غريغوري غروسمان
غريغوري غروسمان (بالإنجليزية: Gregory Grossman)‏ هو اقتصادي أمريكي، ولد في 5 يوليو 1921، وتوفي في 14 أغسطس 2014.